# М'єсто Примишлє
45°11′ пн. ш. 15°28′ сх. д. / 45.18° пн. ш. 15.47° сх. д.
М'єсто Примишлє (хорв. Mjesto Primišlje) — населений пункт у Хорватії, у Карловацькій жупанії у складі міста Слунь.

## Населення
Населення за даними перепису 2011 року становило 49 осіб.
Динаміка чисельності населення поселення: